# Miomantis fenestrata
Miomantis fenestrata es una especie de mantis de la familia Mantidae.

## Distribución geográfica
Se encuentra en el Congo, Lesoto, Mozambique, Namibia, Somalia. La Provincia del Cabo y Transvaal en (Sudáfrica.